# Ptychoptera peusi
Ptychoptera peusi är en tvåvingeart som beskrevs av Joost 1974. Ptychoptera peusi ingår i släktet Ptychoptera och familjen glansmyggor. Inga underarter finns listade i Catalogue of Life.